# Ronald Dupree
Pour les articles homonymes, voir Dupree (homonymie).
Ronald Edmund Dupree (né le 26 janvier 1981 à Biloxi, Mississippi) est un joueur américain de basket-ball. Il mesure 2,01 m pour 95 kg et joue au poste d'ailier.

## Biographie
Dupree évolue à l'université d'État de Louisiane. Il est nommé dans la "All-SEC Second Team" lors de ses années sophomore, junior et senior.
Il n'est pas drafté en 2003 à sa sortie de l'université, mais rejoint les rangs des Bulls de Chicago durant la saison 2003-2004.
Après sa saison rookie, il signe un contrat avec les Pistons de Détroit, mais est peu utilisé par Larry Brown.
Dupree est transféré aux Timberwolves du Minnesota au début de la saison 2005-2006 contre un second tour de draft, puis revient à Detroit pour la saison 2006-2007.
Le 14 décembre 2007, il est évincé par les Pistons afin de faire de la place dans l'effectif pour permettre l'arrivée d'autres joueurs venant d'un transfert avec les Bobcats de Charlotte. Il rejoint les SuperSonics de Seattle le 3 avril 2008 pour un contrat de dix jours.
Il comme la saison 2008-2009 avec les 66ers de Tulsa en NBA Development League. Il est transféré au Flash de l'Utah et emmène sa nouvelle équipe en finale de D-League.
Dupree est invité à participer au camp d'entraînement du Jazz de l'Utah pour la préparation à la saison 2009-2010. Mais, il ne fait pas partie de l'effectif qui commence la saison régulière.
Le 16 septembre 2010, il signe un contrat non garanti pour la présaison avec les Raptors de Toronto mais il n'intègre pas l'équipe et est relâché le 19 octobre 2010. Il resigne avec le club le 26 décembre 2010 mais est de nouveau libéré le 5 janvier 2011.
En janvier 2012, il signe en Argentine dans l'équipe des Regatas Corrientes. Puis, il signe en Italie dans l'équipe d'Imola en février 2012.
En septembre 2012, il rejoint les Grizzlies de Memphis mais il n'est pas conservé dans l'effectif qui commence la saison régulière.
Le 4 janvier 2013, il est sélectionné par les D-Fenders de Los Angeles. Le 25 février 2013, il est transféré aux Bighorns de Reno. Le 8 août 2013, il signe un contrat de deux ans avec l'Hapoël Jérusalem.
Le 10 septembre 2014, il annonce sa retraite et devient assistant des étudiants de l'équipe des Tigers de LSU.

## Palmarès
- NBA D-League All-Defensive Second Team (2011)
- All-NBA D-League Third Team (2009)
- NBA D-League All-Star (2009)
- 2x Second-team All-SEC (2002, 2003)
- Third-team All-SEC (2001)